# Federico Biscione
Federico Biscione (Tivoli, 14 novembre 1965) è un compositore italiano.

## Biografia
Dopo la Maturità classica, si diploma presso il Conservatorio “A. Casella” dell'Aquila in Pianoforte, Composizione e Direzione d'orchestra. Del 1985 è la sua prima composizione eseguita (Sonatina giocattolo per tromba e pianoforte). Si perfeziona alla scuola di Vieri Tosatti (già allievo del compositore parmigiano Ildebrando Pizzetti) mentre le sue composizioni iniziano a essere eseguite e trasmesse presso le reti radiofoniche: Jabberwocky per soprano e nove strumenti, Dell'intimità per clarinetto, violoncello e arpa, Tredicesimo canto per vocalist ed ensemble classico/rock e l'opera da camera Mamma Laser (tutte composizioni scritte per la Fondazione Arena di Verona); la Sonata e la Sonatina per pianoforte vengono trasmesse presso Radio Rai. Dal 1997 al 1999 approfondisce lo studio e l'esperienza della direzione d'orchestra. Frequenta corsi di perfezionamento presso l'Accademia Chigiana di Siena e i Pomeriggi Musicali di Milano. Dal 2001 al 2005 compone per il Teatro Regio di Torino (Il Pifferaio magico, balletto, diretto dall'autore), il Parco della Musica a Roma (Passacaglia e Sinfonia con sarcasmi per archi), l'Orchestra dei Pomeriggi Musicali di Milano (Dalla Soffitta per orchestra, brano vincitore del primo premio al concorso nazionale “Mozart oggi 2005”), l'orchestra da camera Milano Classica (Tropico dello Scorpione per marimba e archi e Ego alter per archi), l'Orchestra dell'Universita Statale di Milano (Hanno per pianoforte e archi e Aus Rilkes Bildern per soprano e archi) oltre a Forse Lontano e B-612 per orchestra, eseguiti in Romania).
Dal 2005 al 2007 è a Lipsia, dove frequenta due semestri di perfezionamento in Composizione presso la Hochschule “Felix Mendelssohn-Bartholdy”, compone e fa eseguire numerosi lavori: Myricae per tre voci e cinque strumenti, Verkündigung per soprano e trio (eseguito nella Thomaskirche), Mozart eine Biographie per violoncello e orchestra, Windmühlen per otto violoncelli (gli ultimi due a Chemnitz, commissionati dalla Robert-Schumann-Philharmonie).
Nell'aprile 2007 assume l'incarico di Responsabile dei Servizi musicali della Fondazione Teatro Comunale di Bologna, dove, all'interno della direzione artistica, si occupa del coordinamento generale di orchestra e coro. Alla fine del 2009 si trasferisce a Milano e ottiene la cattedra di Composizione presso il Conservatorio “N. Piccinni” di Bari.
Tra i suoi lavori più recenti le Britten Diversions per piccola orchestra (prima esecuzione a Bari), Evocazioni e Canti per orchestra d'archi (prima esecuzione a Mikkeli, Finlandia), Divertimento su temi popolari natalizi per pianoforte e orchestra d'archi (commissione dell'Orchestra da Camera Slesiana di Katowice, Polonia), Sarabanda, Giga per chitarra e Bosco Sacro (concerto per chitarra e archi ispirato al Parco dei Mostri di Bomarzo).
A partire dal 2020 inizia una fortunata collaborazione con il Teatro Coccia di Novara, su commissione del quale partecipa alla composizione di Alienati (2020) e scrive La zuppa di sasso (2021, su libretto di Stefano Simone Pintor), Tòte erèi ò basilèus (2022, su testo originale greco dal vangelo secondo Matteo) e Cavilli ovvero L’infelice inganno (2023, su libretto proprio).
Attualmente insegna Composizione presso il Conservatorio "Luca Marenzio" di Brescia.

## Stile
Federico Biscione è uno dei compositori contemporanei che non ritengono esaurite le possibilità del sistema tonale, ma al contrario continuano con profitto ad esplorarlo e ne derivano la propria cifra musicale. Lontano da ogni forma di avanguardia Biscione rinuncia alla costruzione a tavolino di un linguaggio macchinoso e non immediato, privilegiando un rapporto diretto ed autentico con il pubblico, nel solco tracciato tra gli altri da Bartók, Stravinsky, Šostakovic, Prokof'ev e Britten.
Pur non identificandosi in alcuna corrente è vicino ai compositori Marco Tutino, Alessandro Cusatelli, Paolo Coggiola e Alberto Cara, cui è legato da rapporti di stima e amicizia.

## Composizioni (selezione)
- 3 Toccate (1985) per organo o clavicembalo (omaggio a Frescobaldi)
- Sonatina giocattolo (1985) per tromba e pianoforte.
- Sonata (1988) per pianoforte.
- Vier Lieder (1991) per voce e pianoforte.
- Elegia (1991) per pianoforte e piccola orchestra.
- Quodlibet (1997) per flauto e clavicembalo.
- Ouverture fiabesca (1997) per piccola orchestra.
- Jabberwocky (1999) per soprano e nove strumenti.
- Mamma Laser (2000) opera da camera per ragazzi in quattro scene.
- Bosco Sacro (2002) concerto per chitarra e orchestra d’archi.
- Il pifferaio magico (2003) balletto in un atto per 10 strumenti.
- Aus Rilkes Bildern (2005) per soprano e orchestra d’archi.
- Sinfonia con sarcasmi (2005) per orchestra d'archi.
- Dalla soffitta (2005) per orchestra, brano vincitore del I premio al concorso nazionale Mozart oggi 2005.
- Myricae (2006) per coro di voci bianche (o tre voci femminili) e cinque strumenti (o pianoforte).
- Microsuite (2012) per clavicembalo.
- Constellations favorables (2013) per saxofono soprano (o oboe) e pianoforte.
- Previsioni del tempo (2014) cinque quadretti meteorologici per pianoforte.
- L'autopsia (2014) “flash-opera” per due cantanti ed ensemble.
- Neologismi (2014) per quintetto di saxofoni.
- Catering (2015) suite gastronomica per Klaviertrio (violino, violoncello e pianoforte).
- Sarabanda e Giga (2015) per chitarra sola.
- Preludio, Notturno e Finale (2016) per clarinetto, violoncello e pianoforte.
- Alienati (2020), opera. Con Alberto Cara, Cristian Carrara, Federico Gon e Marco Taralli.
- Damfino (2020), colonna sonora scritta per il cortometraggio "The Boat" di Buster Keaton ed Eddie Cline (1920).
- La zuppa di sasso (2021), mini opera su libretto di Stefano Simone Pintor.
- Tòte erèi ò basilèus (2022), mottetto sacro su testo originale greco dal vangelo secondo Matteo.
- Cavilli ovvero L’infelice inganno (2023), opera su libretto proprio.